# FK Mynaj
Der FK Mynaj ist ein ukrainischer Fußballverein aus Mynaj.

## Geschichte
Der Verein wurde 2015 gegründet. 2019 stieg die Mannschaft in die Perscha Liha auf. Bereits in der ersten Saison gelang der Aufstieg in die Premjer-Liha.
Die Premjer-Liha-Saison 2020/21 beendete Minaj auf dem letzten Platz, verblieb aber aufgrund des Rückzuges von Olimpik Donezk in der Liga. Ebenfalls kehrte der im Laufe der Saison entlassene Cheftrainer Wasyl Kobin für die neue Saison auf seinen Posten zurück.

## Erfolge
- Ukrainische Zweitligameisterschaft : 2019/20